# Limnius latiusculus
Limnius latiusculus is een keversoort uit de familie beekkevers (Elmidae). De wetenschappelijke naam van de soort werd in 1947 gepubliceerd door Philipp Adamovich Zaitzev.